# Videojoc de lluita

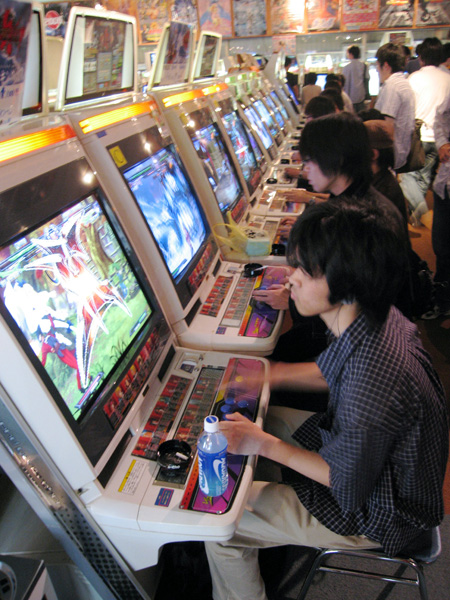
Jugadors en màquines Naomi (Sega)

En un videojoc de lluita, el jugador controla un personatge que lluita contra altres personatges (controlats per la intel·ligència artificial o per altres jugadors) que també volen lluitar en un combat tancat. La principal diferència entre aquest gènere i els videojocs beat 'em up és que els jugadors tenen les mateixes possibilitats de guanyar que els seus contrincants i la lluita és de pocs implicats (normalment entre dos a quatre personatges). Mentre que els espais visuals no depenen gaire si es tracta d'aquest gènere o no sinó el combat que hi ha, els videojocs de lluita tenen lloc en escenaris tancats com bars o sales, i s'ha de lluitar a través d'una sèrie de rondes.

## Història
Es considera el primer videojoc de lluita un videojoc recreatiu de l'any 1979, Warrior. Aquest videojoc utilitza gràfics vectorials en monocrom projectant la pantalla. Però no va ser fins una dècada després que els videojocs de lluita van ser un gènere predominant en el món dels videojocs, i llavors els combats entre jugadors es van fer populars.
El Way of the Exploding Fist, publicat el 1985, és un exemple d'un dels primers videojocs de lluita. En aquest videojoc, el jugador va perdurant en el joc superant una sèrie de combats 1-contra-1 de karate. Encara que les barres distintives de vida del personatge no van aparèixer fins als videojocs de lluita moderns, aquest gènere va aconseguir un gran èxit.

SFII (1991) va marcar el gènere

Els videojocs de lluita moderns solen ser de dos (2D) o tres dimensions (3D). Els personatges en 2D dels videojocs de lluita (p. ex. Street Fighter, The King of Fighters i el primer Mortal Kombat) són simples dibuixos digitalitzats i animats mitjançant sprites. Es poden moure en qualsevol direcció, fins i tot saltar. El moviment de la càmera que enfoca el jugador està en el mateix angle. La mecànica de joc dels lluitadors de 2D és saltar sense parar per esquivar oponents i atacs amb projectil. Fins a l'arribada dels gràfics en 3D, els títols en dos dimensions solien mostrar moviments extensius a l'aire intentant ser espectaculars siguen aquests, essencials per al joc. Els jocs de dos dimensions han evolucionat al llarg dels anys, i ara la majoria dels jocs moderns en 2D tenen més moviments i tècniques que els de 3D.
Els jocs de 2D també tenen un gran nombre de crossovers: jocs que tenen diversos personatges d'altres jocs diferents introduïts en el videojoc. Aquests jocs, normalment tenen una llarga llista de personatges jugables. Raó d'això, bé que aquests jocs tracten de jugar amb un parell d'equips amb molts personatges que jugaran alhora (tag-team); el jugador tria uns quants personatges, que es podran triar a mesura que va passant les rondes, i es podran utilitzar atacs de més d'un personatge. A més a més, aquests jocs tendeixen a tenir diversos tipus d'estil de lluita que podran ser triats en algun moment del joc. Aquests estils de jocs han sigut recollits de jocs anteriors. Dels “crossovers” més importants es podran incloure: la saga de Capcom's "Vs" (p.e., Marvel vs. Capcom i SNK vs. Capcom), SNK la saga King of Fighters i el Fighters Megamix de Sega.
En títols de 3D (p.e. Virtua Fighter, Soul Calibur, Tekken, Dead or Alive, posteriorment els jocs de Mortal Kombat), els personatges i rondes són en tres dimensions basats en models de polígons. L'angle de vista de la càmera no és sempre fixa i pot ser rotada i moguda en qualsevol direcció. Raó de la dimensió extra, els personatges es poden moure de manera més lliure. En contrast amb els títols 2D, saltar i els atacs projectil són típicament elements minoritaris en un 3D. Normalment, bloquejar i atacar és més complicat, amb l'aparició d'atacs forts, mitjans i fluixos, aparts dels bloquejos. Malgrat tot, la jugabilitat dels jocs en 3D de lluita són generalment en dos dimensions, ja que quan s'ataca, es fa cap a un punt (personatge oponent) i és en una direcció i llavors quan aquest es mou per esquivar-lo apareix el problema; això no obstant, hi ha excepcions (com Power Stone i Tobal No. 1).
Els jocs de lluita en tres dimensions, normalment tenen escenaris molt més grans, que poden tenir diferents parts i camins (com en la sèrie de Dead or Alive). Sovint hi ha una sèrie d'objectes de l'entorn que podran ser utilitzats contra l'oponent. En molts jocs en 3D hi ha dos condicions de victòria: la d'acabar amb la salut de l'oponent o fent-lo fora del ring (o l'escenari, en anglès “ring-out”). Es provoca un “ring-out” quan es força a un oponent a fer fora de l'escenari de lluita després d'un atac o per pressió. En alguns jocs, com la sèrie de Super Smash Bros., el ring-out és mètode bàsic (a vegades l'únic) de victòria. Alguns jocs de lluita en 3D tenen una jugabilitat utilitzant la mímica dels jocs de 2D, incorporant la qualitat 3D com a mètode d'escapament d'atacs com a part important de lluita. Alguns exemples importants es poden incloure: el Rival Schools de Capcom i la sèrie Street Fighter EX, el KOF: Maximum Impact de SNK i el Biofreaks de Midway.

## Elements de jugabilitat dels videojocs de lluita
Hi ha diversos conceptes comuns en la majoria de videojocs de lluita. L'element més comú és la vida, normalment en forma de barra rectangulars amb el nom de "barra de vida". En els jocs de lluita 2D, són comuns els elements d'atac com combos (o combinacions de moviments) que són utilitzats en diversos combinant-los junts. Aquests jocs en 2D també donen èmfasi en la diferència entra la potència dels atacs, els “especials” i els “súper-especials”. El bloqueig també és un element important, ja que en alguns jocs és un moviment molt utilitzat, per exemple: Street Fighter III i Garou: Mark of the Wolves. Finalment, el contra-atac també és un element comú en la jugabilitat d'aquest gènere.

### Estils de control
Els jocs de lluita són controlats de diferents maneres, normalment depenent del sistema de lluita que hi ha.

#### Controlador estil arcade
El joc amb les típiques màquines recreatives, de 4 a 6 botons i un joystick per controlar els moviments del personatge. La majoria d'aquests jocs han evolucionat a les consoles de última generació com la Wii (amb els nous comandaments) i la PlayStation 3.

#### Comandament
Quan va sortir el Street Fighter II en la SNES el 1992, el joc va esdevenir com un dels més venuts de la consola; després d'això, els jocs de lluita han sigut sovint portats de les recreatives a les consoles (sovint censurats a pitjor qualitat, però compensats amb més modes de jocs i personatges). El controlador de videojoc va fer que els jocs de lluita utilitzessin un comandament de direcció (el "D-pad" en anglès). A diferència del joystick de les recreatives, el comandament direccional en algunes consoles de joc donava més control a les mans el jugador sobre els botons però no en donava tant al moviment direccional. En els nous sistemes de joc, el D-pad ha evolucionat a un stick analògic.

#### Controlador amb sensor de moviment
Els controls sensors de la Wii de Nintendo ha provocat un gran impacte en la manera de jugar i, per tant, també els videojocs de lluita. Jocs com Bleach: Shattered Blade, Naruto: Gekitou Ninja Taisen EX, com també les versions de Wii de Guilty Gear XX Accent Core, Legend of the Dragon, Dragon Ball Z: Budokai Tenkaichi 2, Dragon Ball Z: Budokai Tenkaichi 3 i Mortal Kombat Armageddon demostren exemples d'aquest nou estil de control usant el Wii Remote i Nunchuk. Aquests jocs també inclouen el controlador tradicional i el comandament de la GameCube com a opcions alternatives en els jocs de la Wii sense la moció de controls sensors. De tota manera l'estil de control per sensor pot obrir noves possibilitats de jugabilitat pel gènere.

#### Teclat
Mentre que el teclat d'ordinador no és generalment considerat un controlador ideal pels jocs de lluita (ja que els controls direccionals són aplicats a diverses tecles), hi ha jocs fets pels ordinadors i els jocs de lluita són jugats a través de l'emulació.

### Personalitat
Des que els videojocs de lluita tenen sovint molts personatges i el joc entorn, s'han buscat modes de jocs, alguns d'ells altament addictius, i implantats en molts altres jocs de diferents gèneres.

#### Introduccions del personatge
Les introduccions dels personatges en els jocs de lluita són basats en la seva personalitat i té lloc abans que comenci el combat. Són visualitzacions de les característiques més importants dels personatges a lluitar. Alguns exemples poden veure's a la sèrie de King of Fighters, Street Fighter Alpha, la sèrie Tekken, la de Guilty Gear i la de Super Smash Bros.

#### Burla o taunting
La burla (o Taunting en anglès) és un estil vist per primera vegada a la sèrie Art of Fighting, i ha sigut utilitzat en la majoria de jocs del gènere posteriors a aquest. La burla és un tipus de posat d'introducció i victòria personal del personatge. La burla s'utilitza per crear humor en la majoria dels jocs, però en alguns resulta ser un element essencial de jugabilitat. A vegades, un personatge pot ser famós per la burla (per exemple, en Dan Hibiki de la sèrie Street Fighter Alpha fa burles agressives, excessives, i gracioses). La burla permesa pot variar de joc en joc (en la majoria de lluitadors de SNK i Street Fighter III: 3rd Strike, els jugadors poden burlar-se en tot moment, mentre que tots els personatges excepte en Dan a la sèrie Street Fighter Alpha només poden burlar-se del rival un cop per ronda).

#### Victory Pose
Després de guanyar una ronda, el personatge sovint celebra amb una posada en escena de victòria. Un victory pose comú és el símbol V.

### Condicions de victòria
En la majoria de jocs de lluita, hi ha un mode que consisteix en diverses rondes. En una mode 1-contra-1, la victòria es determina guanyant dues o tres rondes (però el nombre depèn del joc).

#### Knockout (K.O.)
Un jugador normalment guanya l'altre fent buidar la barra de vida a base d'atacs, d'això se'n diu knockout (K.O.) en anglès. Alguns jocs mostren per pantalla un "perfect", quan el jugador guanya a l'altre sense haver perdut cap punt de la seva barra de vida, o per "un cop K.O.", on el jugador guanya per un sol cop d'atac. També, quan dos jugadors baixen la vida a zero, hi ha un Double K.O. que pot ser declarat com un. K.O. o pot ser un K.O. especial acampanyat d'una veu de fons clamant la victòria.

#### Ring-out
Ring-out (típic però no trobat sempre en els jocs de lluita 3D) pot ser una manera ràpida de derrotar a un oponent, més ràpida que el knockout. En el moment que l'oponent surt de l'escenari de lluita, hi té lloc un "ring out" i aquest és eliminat. Els ring-outs només poden ser en escenaris que no hi ha un mur o element de tancat (en alguns jocs hi ha disponible l'opció de victòria amb el ring-out, els límits de l'escenari poden ser destruïts per fer possible un ring-out). En la sèrie de Super Smash Bros., el ring-out és l'únic mètode de victòria en alguns modes; per tant és millor utilitzar atacs que facin retrocedir molt a l'oponent perquè acabi sortint o caient de l'escenari.

#### Fatalities
El 1992, Mortal Kombat va introduir els "fatalities" on el guanyador acaba de derrotar l'oponent matant-lo (normalment amb un atac molt violent). Després d'això, molts altres jocs de lluita van adoptar aquest concepte.

#### Mort sobtada
En molts jocs de lluita, la mort sobtada en un combat és quan els dos contrincants són derrotats alhora en una ronda fent un "double K.O." o empat. Quan això ocorre, un lluitador ha de guanyar a l'altre en un combat a mort sobtada. La mort sobtada té diferents connotacions depenent de la sèrie; Al Super Smash Bros., per exemple, els personatges que tenen resultats en empat són colpejats amb la suficient força per fer fora del ring sense poder-hi fer res. També apareix en alguns jocs més com "Eternal Champions" per la Sega CD, també BloodStorm o Guilty Gear.

### Nombre de jugadors

#### Un sol jugador
Els jocs de lluita solen incloure un mode d'un sol jugador. La majoria segueixen l'argument d'un lluitador particular que hagi triat el jugador. Ocasionalment, en el mode d'un sol jugador hi ha la possibilitat de desbloquejar nous personatges si el joc ho permet. En una màquina recreativa, és possible que un altre jugador humà pugui unir-se a la lluita en qualsevol moment en el mode d'un sol jugador.

#### Multijugador
La participació del mode multijugador en els jocs de lluita ve en una gran varietat d'estils.

##### Un-en-un
En la majoria dels jocs de lluita, els combats 1-en-1 és l'estil més comú. Un jugador contra un personatge mentre que l'altre jugador controla l'altre, si els personatges formen un equip, hi ha una successió de lluites, que acostumen en algun moment deixar de formar equip.

##### Lluita a 4-bandes
En alguns jocs de lluita (l'exemple més important seria la sèrie de Super Smash Bros.), hi ha combats on quatre lluitadors lluiten entre tots alhora. En aquests combats es poden formar equips no-oficials (eliminant el "foc amic") quan aquest mode de batalla està disponible. El nombre de lluitadors no ha de ser estrictament quatre (i a vegades no hi ha jugadors suficients per mantenir les quatre bandes), però és un nombre que encaixa bé en la pantalla.

##### Lluita en línia
Últimament els serveis en línia com Xbox Live, la PlayStation Network i Nintendo Wi-Fi Connection han embarcat els jocs de lluita al ciberespai. Jocs com Dead or Alive 4, la versió de Xbox de SVC Chaos: SNK vs. Capcom, la versió PSN de Tekken 5: Dark Resurrection i Super Smash Bros. Brawl han adquirit una gran competició en línia.

### Lluita en equip
Els jocs de lluita van començar sempre sent en combats 1-contra-1. Això no obstant, començant a mitjans de la dècada de 1990, l'estil de lluita cooperatiu d'equip ha guanyat una certa prevalença.

#### Equip simultàni
A Fatal Fury, dos jugadors poden lluitar junts contra l'oponent de la màquina; aquest va ser el primer videojoc a permetre-ho. Hi havia un mode de joc secret a Street Fighter Alpha i també en les diferents continuacions, que era opcional, un estil de lluita cooperatiu anomenat "Dramatic Battle" que permetia als jugadors jugar amb dos personatges alhora contra un altre oponent. Això no obstant, a diferència de la "Dramatic Battle", Marvel Vs. Capcom adopta i mostra aquest tipus de lluita com un super-atac, conegut com el "Duo attack", durant el combat. Quan s'activava, aquest tipus d'atec permetia al jugador fer atacs a l'estil "Dramatic Battle", amb una sèrie de moviments super especials per un breu temps. Batalles d'equip simultànis poden ser triats també en la sèrie Super Smash Bros. triant un equip en la pantalla de selecció de personatge.

#### Tag Team
El 1996, el X-Men vs. Street Fighter de Capcom i el Kizuna Encounter de SNK van introduir el "tag-teamimg" al gènere, mentre que Marvel vs. Capcom 2 va ser el primer videojoc amb un "trio" tag teaming. The King of Fighters 2003 va revisar les esmentades normes per la saga KOF que permetia als jugadors de lluitar amb tres personatges, mentre que en el Tekken Tag Tournament i la sèrie Dead or Alive també mostrava aquest mode de joc. Les normes varien amb el joc, ja que diuen com es combat per guanyar. En la majoria de jocs tag-team, cada lluitador de l'equip ha de ser derrotat per guanyar. En alguns altres, només un lluitador necessita ser derrotat per guanyar una ronda de tag-team.

#### Assisting
L'assistència és un altre tipus d'estil de lluita en equip en el gènere dels videojocs de lluita. En jocs com Marvel Vs. Capcom, les assistències són utilitzades per cridar personatges (no-jugables), que a Marvel Super Heroes vs. Street Fighter i Marvel vs. Capcom 2, l'assistència s'usa quan es crida al company d'equip. Altres jocs de lluita com KOF '99 s'utilitza l'assistència on cada lluitador de l'equip té una tasca exclusiva. Altres jocs tenen diferents mecanismes, com en la saga Super Smash Bros., els lluitadors utilitzen Poké Ball per capturar els Pokémon.

#### Eliminació 3-contra-3
In 1994, The King of Fighters '94 introduced 3-on-3 elimination-style matches in fighting games. After selecting a trio team of characters and choosing their order, the same rules apply as in the normal one-on-one round matches. The difference, however, is that instead of earning marks upon victory, the next opponent on the other team must be faced, often with a little health given back to the victor (depending on how well or fast the fight was won). This goes on until all members of one team have been defeated. While this is the signature style of the KOF series up until KOF 2003, this kind of fighting has been adopted as an optional mode into other fighting games such as the Dead or Alive series, the Tekken series, and many others. In Capcom's contributions to the SNK vs. Capcom series, characters are selected using a "ratio" system, in which characters are "worth" a certain amount when it comes time to form teams.

### Supervivència
A diferència dels combats per rondes, els modes de "supervivència" permet al jugador enfrontar-se a tota una multitud de successius oponents mentre s'intenta de mantenir en vida al personatge. Quan s'acaba la ronda, la barra de vida s'omple depenent del temps restant que quedi. El mode supervivència és sovint en les versions de consola de jocs de lluita.

### Creació pròpia
La creció personalitada, o "crea-un-lluitador", és una característica en alguns jocs de lluita que permet al jugador modificar al seu gust l'aparença i els moviments del seu personatge. Aquesta característica és comuna en els jocs de lluita lliure (des del Super Fire Pro Wrestling X Premium el 1996, però Fighter Maker (el 1999) i Kakuge-Yaro: Fighting Game Creator (2000) van ser els dos primers jocs de lluita a treballar acuradament amb aquest concepte. Altres jocs de lluita com Soul Calibur III, Mortal Kombat Armageddon, i Dragon Ball Z: Budokai Tenkaichi 2 van adoptar aquest concepte.

## Subgèneres
Mentre la majoria dels videojocs de lluita són en combat a punys, hi ha sub-gèneres que involucren diferents mètodes de dany.

### Lluita basada amb armes
Es basen en la jugabilitat de l'ús de l'arma blanca, a part del combat amb les mans. Aquests jocs no utilitzen gaire la combinació de molts moviments per realitzar els seus atacs, però si que s'especialitzen en el temps de reacció del jugador en atacar amb arma blanca. La sèrie de Samurai Shodown i Soul es caracteritzen per aquest estil de joc..

### Lluita en plataformes
Els jocs de lluita basats en plataformes, tenen lloc l'actuació de joc en plataformes i sovint els típics jocs de plataforma són també jocs de lluita. De totes maneres, aquests tenen més èmfasi en el joc movent-se al voltant de l'escenari acuradament i forçant a la lluita contra oponents en comptes d'aconseguir objectius concrets. Jocs com DreamMix TV World Fighters, Battle Stadium D.O.N, Rave Master: Special Attack Force i la sèrie de Super Smash Bros. són importants en aquest sub-gènere; els grpafics són normalment en 3D mentre que la jugabilitat és en 2D. Els jocs com la saga de Power Stone i Ehrgeiz tenen una fusió de joc tradicional de lluita i elements de plataformes en 3D.

### Lluita realística
Els videojocs de lluita realistes són miralls de la lluita en el 'món real', on hi ha combat amb armes i amb les mans. Al Bushido Blade per a PlayStation hi ha un sistema que no es veu en la majoria de jocs tradicionals com les barres de vida i medidors de danys, sinó que el moment que ja s'ha colpejat o fet massa dany a l'oponent aquest queda eliminat o derrotat instantàniament, depenent de com i en quina part del cos s'ha atacat. Si l'oponent ha sigut atacat a la cama o els braços, no podrà caminar ni nadar efectivament.

### Videojocs de lluita amb rol
La sèrie de Legend of Legaia, en un principi, defineix el subgènere de lluita i RPG". Altres jocs com la sèrie Tobal es basen més en elements de jocs tradicionals de masmorres i el Virtua Quest és un sistema de batalla a l'estil "acció-RPG".

## Vendes
Els jocs més venuts en edició casolana són: Super Smash Bros. Ultimate (341220.000 milions d'unitats), Street Fighter II (1515 milions),  Super Smash Bros. for 3DS i Wii U (15102 milions),  Mortal Kombat 11 (15 milions),  Super Smash Bros.Brawl i Wii U (13132) Tekken 7 (12 milions),   Naruto Ninja Storm 4 (1119),  Mortal Kombat X (11 milions) i, amb deu milions cada un,  Dragon Ball FighterZ,  Dragon Ball Xenoverse 2, Tekken 5, Street Fighter V.